# Biblia Segond 21

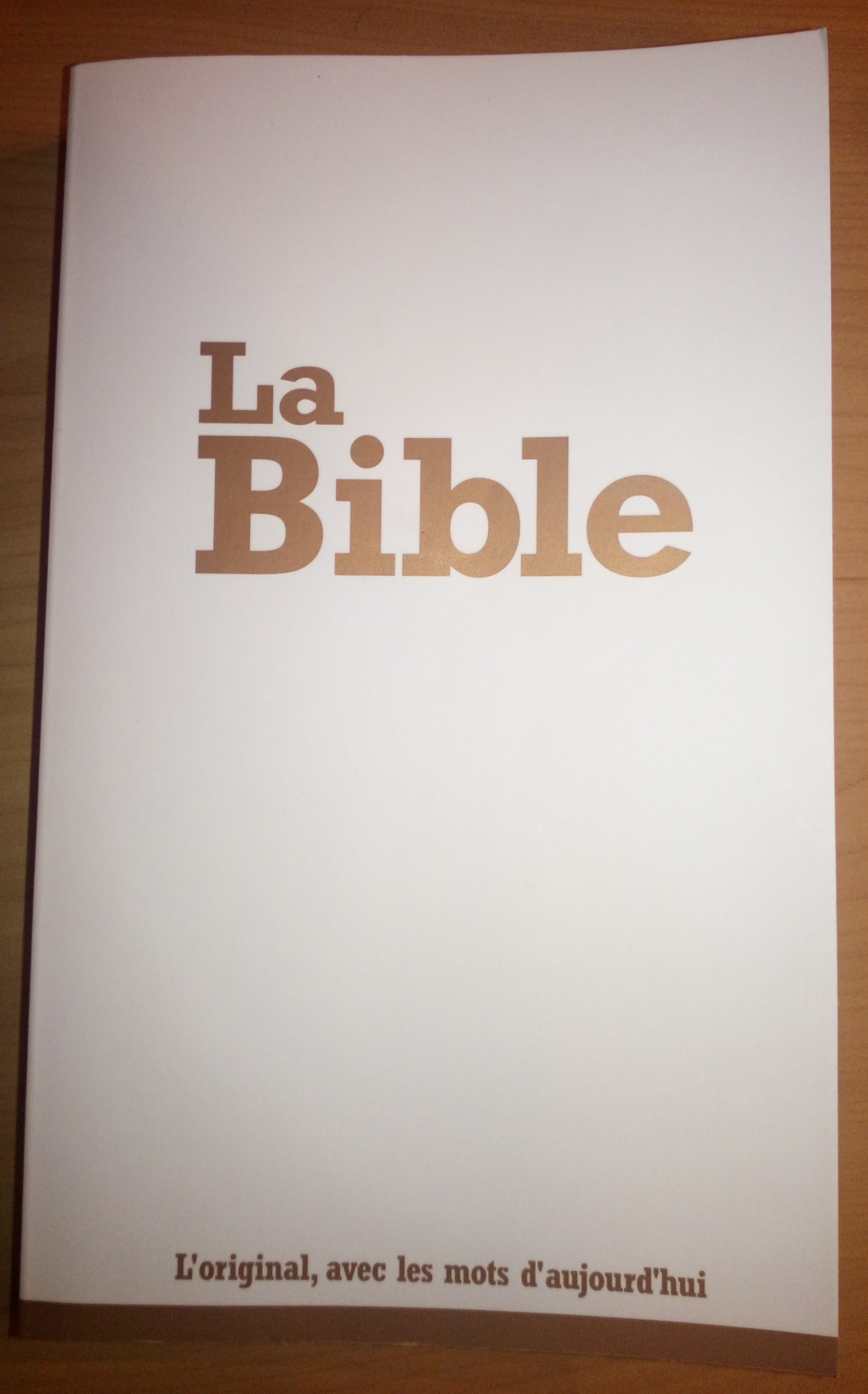
La Biblia Segond 21 es una traducción bíblica en francés editada por la Sociedad Bíblica de Ginebra y publicada desde 2007.

La Biblia Segond 21 es una traducción bíblica en francés editada por la Sociedad Bíblica de Ginebra y publicada desde 2007. Esta traducción es una revisión de la Biblia Segond , particularmente utilizada por protestantes y cristianos evangélicos de habla francesa. 
La versión Biblia Segond 21 es un proyecto de la Sociedad Bíblica de Ginebra se inició en 1995, con el fin de ofrecer una traducción más moderna y adaptada a la XXI °  siglo [ 1 ] . La Biblia Segond 21 finalmente se publicó en 2007 [ 2 ] . El trabajo de los traductores duró 12 años. Para el Antiguo Testamento , el editor afirma que el equipo de traducción se basó principalmente en el Códice de Leningrado e hizo un uso marginal de otros manuscritos hebreos, incluidos los del Mar Muerto que no estaban disponibles en el tiempo de Louis Segond, en caso de dudas o malentendidos del texto del Codex de Leningrado [ 3 ] . Con respecto al Nuevo Testamento , según el editor, se utilizaron el Codex Sinaiticus y el Codex Vaticanus , así como los llamados manuscritos mayoritarios [ 2 ] . La Biblia Segond 21 finalmente se publicó en 2007.
- Datos: Q16532485
- Multimedia: Bible Segond 21 / Q16532485